# Karl Dietrich Bracher
Karl Dietrich Bracher (Stuttgart, Alemania, 13 de marzo de 1922 - Bonn, Alemania, 19 de septiembre de 2016) fue un politólogo e historiador alemán, especializado en la República de Weimar y en la Alemania nazi.

## Biografía
Bracher obtuvo un doctorado en literatura antigua por la Universidad de Tubinga en 1948, tras el cual cursó estudios en la Universidad de Harvard entre 1949 y 1950. Durante la Segunda Guerra Mundial, sirvió en la Wehrmacht y fue hecho prisionero por el ejército de los Estados Unidos en 1943. Fue profesor de la Universidad Libre de Berlín entre 1950 y 1958 y de la Universidad de Bonn a partir de 1959.

## Investigaciones
Bracher se ocupó principalmente por los problemas de la preservación y desarrollo de la democracia. La consideraba como una institución frágil, que solo puede garantizarse por la implicación de los ciudadanos. Su obra de 1955 Die Auflösung der Weimarer Republik (La desintegración de la República de Weimar) es la más divulgada. En ella no atribuye la caída de la democracia alemana al Sonderweg (un supuesto «curso particular» del desarrollo histórico alemán), o a ninguna otra fuerza impersonal, sino a la acción del hombre que se desarrolla según una elección consciente. Bracher defendía la consideración de la Alemania nazi como un régimen totalitario.
Bracher criticó frecuentemente la interpretación propia del funcionalismo y del estructuralismo (autores como Martin Broszat o Hans Mommsen) sobre el Tercer Reich y su visión de Hitler como un «dictador débil». En la visión de Bracher, Hitler era el «capitán del Tercer Reich». En lo que concierne a la génesis del Holocausto, fue un firme partidario de la hipótesis intencionalista: el conjunto del proyecto genocida contra los judíos de Europa resultó del odio antisemita del propio Adolf Hitler.
Bracher estimaba que el totalitarismo, sea de izquierda o derecha, es la principal amenaza contra la democracia en el mundo, y sostenía que las diferencias entre la Unión Soviética y la Alemania nazi son de grado, no de naturaleza. Bracher se oponía al empleo del concepto genérico de fascismo para la calificación de la dictadura nazi.
Declaradamente pro-americano, apoyó plenamente la política exterior de los Estados Unidos durante la guerra fría. En los años sesenta y setenta, atacó frecuentemente a los intelectuales de izquierda (en particular a la denominada New Left —nueva izquierda—) que comparaba la guerra de Vietnam con el nazismo. Para Bracher, esa comparación era a la vez una absurda banalización de los crímenes nazis y una tentativa siniestra de hacer avanzar la causa del comunismo.

## Obras
- Geschichte als Erfahrung: Betrachtungen zum 20. Jahrhundert. DVA, Stuttgart 2001, ISBN 3-421-05444-4

- Wendezeiten der Geschichte. DVA, Stuttgart 1992. ISBN 3-421-06550-0

- Verfall und Fortschritt im Denken der frühen römischen Kaiserzeit. Dissertation, Tübinger Hochschulschrift 1948. Neuauflage Böhlau, Viena, 1987

- Die totalitäre Erfahrung. Piper, Múnich, 1987. ISBN 3-492-03066-1

- La Dictature allemande, Privat, coll. «Bibliothèque historique Privat», 1986, 681 p.

- The Age of Ideologies: A History of Political Thought in the 20th Century, Palgrave Macmillan, 1984, 305 pp.

- Nationalsozialistische Diktatur 1933-1945: eine Bilanz. Karl Dietrich Bracher ... (ed.) Droste Düsseldorf, 1983, ISBN 3-7700-0630-5

- Zeit der Ideologien. Eine Geschichte politischen Denkens im 20. Jahrhundert. DVA, Stuttgart, 1982

- Geschichte und Gewalt: zur Politik im 20. Jahrhundert. Severin und Siedler, Berlín, 1981, ISBN 3-88680-024-5

- Die Krise Europas 1917-1975. Propyläen-Geschichte Europas. Vol. 6, Karl Dietrich Bracher. Con Jürgen Brockstedt, Fráncfort, 1976, ISBN 3-549-05796-2

- Zeitgeschichtliche Kontroversen um Faschismus, Totalitarismus, Demokratie. Piper, Múnich, 1976 ISBN 3-492-00442-3. Más ediciones posteriores

- The German Dictatorship: The Origins, Structure and Effects of National Socialism, Holt Rinehart & Winston, 1972

- Das Deutsche Dilemma: Leidenswege der politischen Emanzipation. Múnich, 1971, ISBN 3-492-01923-4

- Die deutsche Diktatur: Entstehung, Struktur, Folgen des Nationalsozialismus. Colonia, 1969. Numerosas ediciones posteriores. Edición de bolsillo de Ullstein, Berlín, 1997, ISBN 3-548-26501-4

- Deutschland zwischen Demokratie und Diktatur: Beiträge z. neueren Politik u. Geschichte. Múnich, 1964

- Adolf Hitler, in der Reihe Archiv der Weltgeschichte, Scherz, Berna/Múnich/Viena, 1964

- Die nationalsozialistische Machtergreifung: Studien z. Errichtung d. totalitären Herrschaftssystems in Deutschland 1933/34. Karl Dietrich Bracher; Wolfgang Sauer; Gerhard Schulz, Colonia, 1960

- Nationalsozialistische Machtergreifung und Reichskonkordat. Ein Gutachten zur Frage des geschichtlichen Zusammenhangs und der politischen Verknüpfung von Reichskonkordat und nationalsozialistischen Revolution. Hessische Landesregierung, Wiesbaden, 1956

- Das Gewissen steht auf. 64 Lebensbilder aus dem deutschen Widerstand 1933–1945. Ed. Annedore Leber, recopilado por Annedore Leber en colaboración con Willy Brandt, Karl-Dietrich Bracher. Mosaik Verlag, Fráncfort, 1954. Otras ediciones, p. ej. Hase & Koehler, Maguncia, 1984 (Neuaufl.) ISBN 3-775-81064-1

- Die Auflösung der Weimarer Republik. Eine Studie zum Problem des Machtverfalls in der Demokratie. Con una introducción de Hans Herzfeld. Ring-Verlag, Stuttgart, 1955. Numerosas ediciones posteriores. Edición de bolsillo bajo licencia por Droste Verlag, 1977, ISBN 3-7610-7216-3

### Como editor
- Geschichte der Bundesrepublik Deutschland. 5 vols. Stuttgart, 1981 y sigs.

- Deutscher Sonderweg. Mythos oder Realität? Múnich, 1982

- con Manfred Funke, Hans-Adolf Jacobsen. Nationalsozialistische Diktatur 1933-1945. Eine Bilanz. Düsseldorf, 1983. Bonner Schriften zur Politik und Zeitgeschichte, vol. 21

- con Manfred Funke, Hans-Adolf Jacobsen. Die Weimarer Republik 1918-1933. Politik, Wirtschaft, Gesellschaft. Düsseldorf, 1987. Bonner Schriften zur Politik und Zeitgeschichte, vol. 22

- con Manfred Funke, Hans-Adolf Jacobsen. Deutschland 1933–1945. Neue Studien zur nationalsozialistischen Herrschaft. Düsseldorf, 1992. Bonner Schriften zur Politik und Zeitgeschichte, vol. 23

- con Hans-Adolf Jacobsen, Volker Kronenberg, Oliver Spatz. Politik, Geschichte und Kultur. Wissenschaft in Verantwortung für die res publica. Festschrift für Manfred Funke zum 70. Geburtstag. Bouvier, Bonn, 2009